# Хофман, Михаэль (писатель)
Михаэль Хофман (родился 25 августа 1957 во Фрайбурге) — немецко-британский поэт, переводчик и литературовед.

## Биография
Михаэль Хофман — сын немецкого писателя Герта Хофмана. С 1961 года жил в Англии и учился в Винчестерском колледже. После изучения английского языка и сравнительной литературы в Оксфорде (1979) и степени магистра в Кембридже (1984) он занимал различные преподавательские должности в университетах, в том числе, в Мичиганском университете. В 1993 году он был назначен заслуженным преподавателем кафедры английского языка Университета Флориды. В 2005 году он был избран почётным иностранным членом Американской академии искусств и наук. В 2008 году Хофманна пригласили стать поэтом-резидентом в Квинсленде, Австралия. С 2010 года он является членом Немецкой академии языка и поэзии.
Перевод  книги Ганса Фаллады «Каждый  умирает в одиночку» в 2010 году имел такой большой успех по продажам в США и Великобритании , что в Германии было выпущено критическое новое издание «Все умирают в одиночку». В 2024 году Хофманн получил Международную Букеровскую премию вместе с автором за английский перевод романа Дженни Эрпенбек «Кайрос». 
Хофман был женат на писательнице Лавинии Гринлоу. Он также перевел некоторые произведения отца на английский язык.

## Награды
- 1984 — Премия Чолмондели за сборник стихов «Ночь в железном отеле»
- 1988 — Премия Мемориала Джеффри Фабера за сборник стихов Acrimony
- 1988 — Премия Шлегеля-Тика от посольства Германии в Лондоне за перевод «Контрабаса» (нем. Der Kontrabass) Патрика Зюскинда
- 1993 — Премия Шлегеля-Тика от посольства Германии в Лондоне за перевод «Смерти в Риме» (нем. Der Tod in Rom) Вольфганга Кеппена
- 2000 — Премия переводчиков Хелен и Курта Вольфов за перевод новеллы Йозефа Рота «Восстание» в сочетании с годовой стипендией на Литературном коллоквиуме в Берлине
- 2004 — Премия DeKa Bank от Литературного дома (Франкфурт)
- 2004 — Премия Оксфорда-Вайденфельда за перевод «Стальной бури» (нем. In Stahlgewittern) Эрнста Юнгера
- 2002 — Спайхер: Литературная премия Лейка (вместе с Лавинией Гринлоу)
- 2024 — Международная Букеровская премия за перевод Кайроса (вместе с Дженни Эрпенбек)

## Публикации
- Ночь в Железном отеле. Стихи. — 1983.
- Резкость. Стихи. — 1986.
- КС в Лейкленде. Стихи. — 1990.
- Корона, корона. Стихи. — 1993.
- Примерно никуда. Стихи. — 1999.
- Мелкие настройки, стихи – двуязычные. Передача Марселя Байера. Кельн, DuMont, 2001  ISBN 3-7701-4758-8

## Переводы
- Гюнтер Айх: Дни стенокардии. Принстон, Нью-Джерси, издательство Princeton University Press, 2010 (избранные стихи).
- Петер Штефан Юнгк: Наследство. Лондон, Пушкин Пресс 2010 (Наследство).
- Ирмгард Койн: Дитя всех наций. Лондон, Penguin Books, 2009 (Дитя всех земель).
- Ганс Фаллада: Каждый умирает в одиночку. Нью-Йорк, Мелвилл Хаус, 2009 ISBN 978-1-933633-63-3 (Все умирают в одиночку).